# Tôn Quang Phiệt
Tôn Quang Phiệt (chữ Hán: 孫光閥, 4 tháng 11 năm 1900 - 1 tháng 12 năm 1973) là nhà hoạt động chính trị, nhà sử học, nhà thơ, nhà giáo Việt Nam.

## Tiểu sử
Ông sinh năm 1900 trong một gia đình nhà Nho tại xã Võ Liệt, huyện Thanh Chương, tỉnh Nghệ An. Thuở nhỏ ông học ở Vinh, rồi học bậc Thành chung tại trường Quốc học Vinh, cùng với những người bạn đồng môn như Đặng Thai Mai, Nguyễn Sĩ Sách, Phạm Thiều...
Năm 1923, ông ra Hà Nội học Cao đẳng Sư phạm Đông Dương. Năm 1925, ông cùng Đặng Thai Mai, Phạm Thiều... sáng lập tổ chức Việt Nam nghĩa đoàn, tham gia đấu tranh đòi thực dân Pháp thả cụ Phan Bội Châu. Tổ chức này sau đó được thống nhất với Hội Phục Việt của Lê Văn Huân và Trần Mộng Bạch ở Vinh, và Tôn Quang Phiệt được cử làm Hội trưởng Hội Phục Việt. Hội Phục Việt đổi tên thành Hội Hưng Nam (11-1925) rồi cuối cùng là Đảng Tân Việt (1928), một trong những tổ chức tiền thân của Đảng Cộng sản Việt Nam. Tháng 6 năm 1926, ông cùng Trần Phú, Vương Thúc Oánh...sang Trung Quốc gặp các nhân vật trong Việt Nam Cách mạng đảng. Ông bị Pháp bắt ở Móng Cái, sau đó bị đem về giam tại Hà Nội. Sau một thời gian, ông được tự do, tiếp tục bí mật hoạt động và dạy tại trường trung học tư thục Thăng Long.
Năm 1927, ông tham gia Việt Nam Thanh niên Cách mạng Đồng chí Hội, năm 1930, gia nhập Đảng Cộng sản Việt Nam. Đầu năm 1930, ông lại bị bắt và bị kết án tù 7 năm, đày đi Buôn Ma Thuột. Năm 1934, ông ra tù, rồi bị quản thúc; xin dạy học tại một trường tư thục ở Vinh một thời gian, sau đó ông vào Huế mở trường tư thục Thuận Hoá và bắt liên lạc với phong trào cách mạng nơi đây. Từ 1936-1945, ông tham gia vào Mặt trận Dân chủ, phong trào Đông Dương đại hội, tham gia Hội truyền bá Quốc ngữ và sau đó hoạt động trong Thành bộ Việt Minh Nguyễn Tri Phương ở Huế.

## Hoạt động chính trị sau năm 1945
Sau Cách mạng tháng 8, ông làm Chủ tịch Ủy ban nhân dân cách mạng và Ủy ban kháng chiến đầu tiên của tỉnh Thừa Thiên.
Năm 1946, ông trở thành Đại biểu Quốc hội khóa I và tham gia vào Uỷ ban dự thảo Hiến pháp Việt Nam năm 1946. Ông là Đại biểu Quốc hội khóa I-IV đã từng đảm nhận nhiều chức vụ trong Quốc hội như Phó trưởng ban Thường trực Quốc hội khóa I, Uỷ viên Uỷ ban Thường vụ Quốc hội và Tổng Thư ký Uỷ ban Thường vụ Quốc hội khóa III, IV.
Ông còn là Chủ tịch Uỷ ban đoàn kết nhân dân Á - Phi của Việt Nam, Phó Hội trưởng Hội hữu nghị Việt - Trung, Uỷ viên Ban Chấp hành Trung ương Hội hữu nghị Việt - Xô.
Từ năm 1954, ông tập trung nghiên cứu về lịch sử và văn học, tham gia vào Ban nghiên cứu Sử, Địa, Văn. Ông đã có nhiều công trình nghiên cứu có giá trị như: Lịch sử Việt Nam dưới thời Pháp thuộc (1948), Trên đường tranh đấu của nhân dân Việt Nam (1950), Phan Bội Châu và một giai đoạn lịch sử chống Pháp của nhân dân Việt Nam (1958)... cùng nhiều bài viết dăng trên các tạp chí và một số công trình dịch thuật. Ông còn là một nhà thơ, nhà văn với các tác phẩm như Thanh khí tương cầu (thơ lục bát), truyện thơ Khách không nhà, tiểu phẩm Bẻ nạng chống trời, Duyên nợ bên hồ, Một ngày ngàn thu (Nhà in Đắc Lập, Huế, 1937)...
Ông mất đột ngột vào 1 tháng 12 năm 1973 trong một chuyến công tác tới Bắc Kinh, Trung Quốc, ở tuổi 73.
Tôn Quang Phiệt đã được nhà nước Việt Nam truy tặng Huân chương Hồ Chí Minh và Huân chương Sao Vàng. Hiện nay tên ông đã được đặt cho những con đường ở Huế, Thành phố Hồ Chí Minh, thành phố Đà Nẵng và thành phố Hà Nội.
Trường chuyên cấp 2 huyện Thanh Chương mang tên ông, Trường THCS Tôn Quang Phiệt.

## Tác phẩm
Nghiên cứu
- Lịch sử Việt Nam dưới thời Pháp thuộc (1948)
- Trên đường tranh đấu của nhân dân Việt Nam (1950)
- Phan Bội Châu và một giai đoạn lịch sử chống Pháp của nhân dân Việt Nam (1958)
- Tìm hiểu Hoàng Hoa Thám: Qua một số tài liệu và truyền thuyết
- Phan Bội Châu và Phan Châu Trinh
- Thơ văn chữ Hán của Phan Bội Châu

Thơ văn
- Thanh khí tương cầu (thơ)
- Khách không nhà (truyện thơ)
- Bẻ nạng chống trời, Duyên nợ bên hồ, Một ngày ngàn thu (tiểu phẩm, Nhà in Đắc Lập, Huế, 1937)

Dịch thuật
- Phan Bội Châu niên biểu (do ông và Phạm Trọng Điền dịch khi ở Việt Bắc, in lần đầu năm 1955 và tái bản năm 1957)
- Việt Nam nghĩa liệt sư (tác phẩm của Phan Bội Châu, in năm 1959).